# Toribash
Toribash er et 3d, tur-baseret kampkunst simulator/spil hvor det gælder om at få flest points, på en runde, ved hjælp af physics-baseret angreb. Spillet er lavet af Hampus Söderström, en udvikler fra Sverige i 2006, han udviklede også en version til Wii som koster omkring 10$ på Wii Shop Channel. Pc versionen er gratis og bliver stadig opdateret.